# Rietveldse Molen
De Rietveldse Molen is een poldermolen nabij Hazerswoude-Dorp in de Nederlandse gemeente Alphen aan den Rijn. De molen aan het Rietveld is in 1648 gebouwd ten behoeve van de bemaling van de Rietveldse Polder. Na samenvoeging van deze polder met de Hoornsche polder in 1961 bemaalde de Rietveldse molen tot 1966 de door samenvoeging ontstane Riethoornse polder.
De Rietveldse Molen is maalvaardig in circuit, dat wil zeggen de molen pompt met zijn scheprad met een diameter van 5,65 m het water rond. De molen kan niet meer uitmalen omdat de boezem is verlegd en de Rietveldse vaart is afgedamd.
De Rietveldse Molen is sinds 1967 in eigendom van de Rijnlandse Molenstichting en heeft de status rijksmonument. De molen wordt bewoond en is slechts op afspraak te bezoeken.

## Zie ook

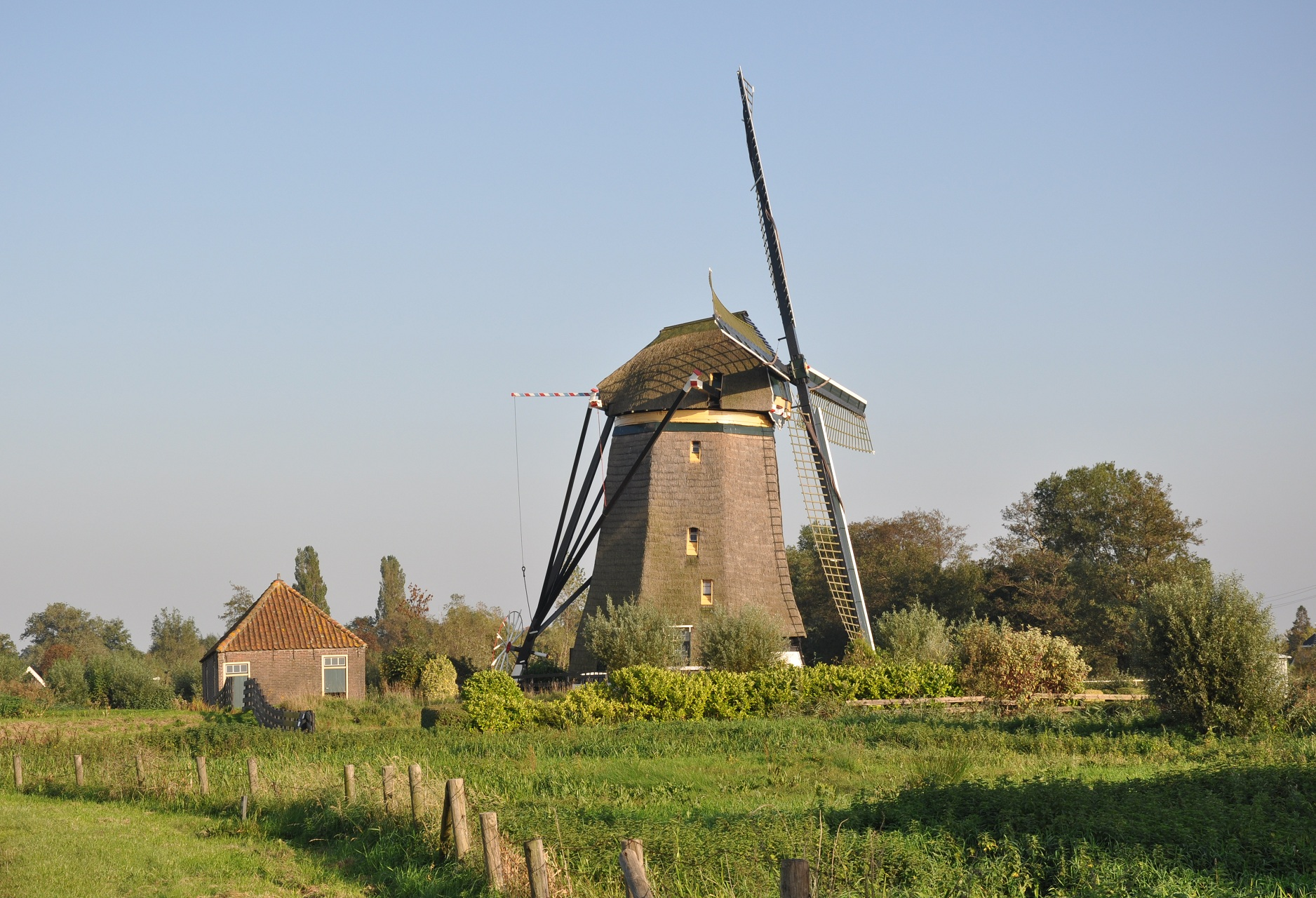
De Rietveldse molen gezien vanaf de Burgemeester ten Heuvelhofweg.